# 松原宏
松原 宏（まつばら ひろし、1956年 - ）は、日本の地理学者、専門は経済地理学。福井県立大学地域経済研究所特命教授。東京大学大学院総合文化研究科教授、日本地理学会、経済地理学会会長などを務めた。

## 人物
おもに立地論による産業集積の理論的研究に取り組む一方で、都市経済地理学と工業地理学の分野で実証的研究に取り組んでいる。国際比較研究や、地域経済産業政策、国土政策に関わる発言も行なっている。

## 経歴
神奈川県出身。1979年、横浜国立大学教育学部卒業。1985年、東京大学大学院理学系研究科博士課程地理学専門課程修了、「民間デベロッパーの都市開発と大都市形成」で東京大学より理学博士を取得。
1985年、西南学院大学経済学部講師、のち、助教授、教授へ昇任。1997年、東京大学大学院総合文化研究科助教授、のち2007年に教授。
2008年、日本地理学会優秀賞受賞（著作『経済地理学』）
2018年、日本地理学会理事長。2020年より日本地理学会の会長を務めている。
2022年に東京大学を定年退職し、福井県立大学地域経済研究所特命教授に転じた。

## 著書

### 単著
- 『不動産資本と都市開発』（ミネルヴァ書房、1988年）
- 『経済地理学－立地・地域・都市の理論－』（東京大学出版会、2006年）

### 共著
- （鎌倉夏来）『工場の経済地理学』（原書房、2016年／改定新版、2020年）

### 編著
- 『アジアの都市システム』（九州大学出版会、1998年）
- 『立地論入門』（古今書院、2002年）
- 『先進国経済の地域構造』（東京大学出版会、2003年）
- 『立地調整の経済地理学』（原書房、2009年）
- 『産業立地と地域経済』（放送大学教育振興会、2012年）
- 『現代の立地論』（古今書院、2013年）
- 『日本のクラスター政策と地域イノベーション』（東京大学出版会、2013年）
- 『地域経済論入門』（古今書院、2014年）
- 『知識と文化の経済地理学』（古今書院、2017年）
- 『産業集積地域の構造変化と立地政策』（東京大学出版会、2018年）

### 共編著
- （矢田俊文）『現代経済地理学：その潮流と地域構造論』（ミネルヴァ書房、2000年）
- （中藤康俊）『現代日本の資源問題』（古今書院、2012年）

### 訳書
- H.D.ワッツ『工業立地と雇用変化』（勝部雅子と共訳、古今書院、1995年）